# Ispanistica
L'ispanistica è la branca delle scienze umane che studia l'ispanismo, cioè la lingua, la cultura e la letteratura della Spagna e dei paesi ispanofoni (di lingua spagnola). L'ispanistica si situa all'interno della filologia romanza. Chi si occupa di ispanistica è detto ispanista.

## Storia
Il rapporto della Spagna con l'Italia è iniziato molto presto fin dal Medioevo, in particolare nel Regno di Sicilia e poi a Napoli (attraverso il rapporto che aveva con il Regno d'Aragona), e intensificato durante i periodi pre-rinascimentale e rinascimentale questa volta attraverso la Castiglia, con Garcilaso de la Vega che ha introdotto la metrica, lo stile e temi del petrarchismo nella poesia spagnola. 
Questo stretto rapporto è durato per tutto il Manierismo e il Barocco, nei secoli XVI e XVII.
Nel 1520, ad opera di Lucio Cristoforo Scobar, fu pubblicato il primo dizionario in castigliano,  siciliano volgare e latino, mentre nel 1751 l'abate Michele Del Bono vi aggiunse l'italiano. 
Nel XIX secolo il Romanticismo italiano sentiva un grande interesse per il Romancero, che conobbe grazie alle traduzioni di Giovanni Berchet nel 1837 e Pietro Monti nel 1855. Edmondo De Amicis viaggiò per la Spagna e raccolse le sue impressioni in libri di viaggio. Antonio Restori (1859-1928), professore presso l'Università di Messina e di Genova, curò alcune opere di Lope de Vega e dedicò alla letteratura del teatro spagnolo il suo “Saggi di letteratura teatrale spagnola” (1927); a lui si devono anche “Il Cid, studio storico-critico” (1881) e “l'Epopea del Cid” (1890), tra le altre opere di soggetto ispanico . Bernardo Sanvisenti, docente di lingua e letteratura spagnola presso l'Università di Milano, scrisse un “Manuale di letteratura spagnola” (1907) e studiò l'influenza di Boccaccio, Dante e Petrarca nella letteratura spagnola.
I primi studi sulla letteratura in lingua spagnola sono nati all'interno della letteratura comparata, da Benedetto Croce con la sua opera “La Spagna nella vita italiana durante il rinascimento" (1907) e, Arturo Farinelli, che si era dedicato alle relazioni tra Spagna e Italia, Italia e Germania, Spagna e Germania. Poi con la filologia romanza: Mario Casella, autore di un importante studio su Cervantes: Il Chisciotte (1938) in due volumi; Ezio Levi, Salvatore Battaglia, Giovanni Maria Bertini traduttori della poesia moderna spagnola, in particolare Federico García Lorca. Camillo Guerrieri Crocetti, discepolo di Pío Rajna, ha insegnato a Genova, mentre Cesare de Lollis diede un contributo al cervantismo.
Per diversi decenni, dal 1939, ci fu anche un solo professore di letteratura spagnola, Giovanni Maria Bertini, docente a Venezia e Torino, aperto alle opere ispanoamericane, fino al punto di fondare nel 1946 la rivista Quaderni ibero americani. Si può dire però che l’ispanistica moderna sia nata in Italia nel 1956, con il trio Oreste Macrì (autore nel 1952 di una antologia in due volumi sui poeti spagnoli del 900 e delle traduzioni delle opere di Antonio Machado e di Luis de León) Guido Mancini e Franco Meregalli. La prima cattedra di Lingua e Letteratura ispanoamericana si ebbe con Giovanni Meo Zilio, presso l'Università di Firenze nel 1968, e coloro che lo seguono poco dopo furono Giuseppe Bellini, storico della letteratura latinoamericana, traduttore di Pablo Neruda e studioso di Miguel Ángel Asturias; Roberto Paoli, traduttore di César Vallejo; Giovanni Allegra e Dario Puccini, cultore della poesia spagnola del Novecento.
L’Associazione Italiana di studiosi spagnoli (AISPI) è nata nel maggio 1973 ed ha tenuto numerosi congressi quasi ogni anno.

## Ispanisti italiani
- Giovanni Allegra
- Livio Bacchi Wilcock
- Cesare Segre
- Camillo Berra
- Carlo Boselli
- Carlo Bo
- Alberto Del Monte
- Glauco Felici
- Ugo Gallo
- Antonio Gasparetti
- Oreste Macrì
- Alessandro Martinengo
- Dario Puccini
- Flaviarosa Rossini
- Maria Caterina Ruta
- Carmelo Samonà
- Mario Socrate
- Francesco Tentori Montalto
- Cesco Vian
- Ezio Levi
- Guido Mancini